# Nikolai Denkov
Nikolai Denkov (în bulgară Николай Денков; n. 3 septembrie 1962, Stara Zagora, Republica Populară Bulgaria) este un politician bulgar. A fost prim-ministru al Bulgariei între 6 iunie 2023 și 9 aprilie 2024.

## Biografie

### Ministru al educației

#### Primul mandat
La 27 ianuarie 2017, Nikolai Denkov a fost numit ministru al educației și științei în guvernul lui Ognean Gherdjikov, guvern format pentru a organiza alegerile legislative din același an.

#### Al doilea mandat
A fost din nou numit ministru al educației și științei la 12 mai 2021, în urma alegerilor legislative din luna precedentă, care nu au reușit să ducă la formarea unei coaliții.
A fost reconfirmat în funcție la 16 septembrie 2021, după un nou scrutin legislativ care a dus la aceeași situație.
După alegerile legislative din noiembrie 2021, câștigate de partidul Continuăm Schimbarea, Nikolaï Denkov a fost din nou reconfirmat în funcție în guvernul Kiril Petkov. La 13 decembrie, guvernul a obținut încrederea Adunării Naționale cu 134 de voturi pentru și 104 împotrivă.

### Prim-ministru

#### Prima desemnare eșuată
După alegerile legislative bulgare din 2022, sarcina de a forma un guvern trece la partidul care a obținut locul doi, Continuăm Schimbarea. Acesta propune președintelui Radev să-l numească pe Denkov, ceea ce acesta face pe 3 ianuarie 2023. Denkov considera că șansele sale de a forma un guvern erau foarte slabe, ceea ce făcea probabilă organizarea unor noi alegeri anticipate în primăvară. Trei zile mai târziu, încearcă să obțină votul Parlamentului privind o listă de „priorități naționale”, dar aceasta primește doar 63 de voturi pentru din 177 de deputați prezenți. Pe 9 ianuarie, Denkov își dă demisia fără a încerca să meargă mai departe în formarea unui guvern.

#### A doua desemnare și învestire
După mai multe zile de intense negocieri între GERB și PP-DB în urma alegerilor legislative bulgare din 2023, un acord este anunțat cu surprindere generală pe 22 mai. Acordul prevede formarea unui guvern de coaliție format din experți apolitici pentru o perioadă de cel puțin optsprezece luni, cu o rotație la fiecare nouă luni a prim-ministrului și a unui viceprim-ministru între membri ai PP și GERB. DB, de asemenea, asigură un sprijin fără a participa la guvern. Maria Gabriel (GERB) este desemnată viceprim-ministru și ministru al afacerilor externe. Ea trebuie să preia conducerea guvernului după nouă luni.
Este pentru prima dată, de la începutul crizei politice inițiate cu doi ani mai devreme, când un partid din opoziție față de Boïko Borissov acceptă să formeze o coaliție cu GERB. Partidele membre ale acordului justifică decizia lor prin necesitatea de a pune capăt impasului politic care a dus la organizarea unor alegeri repetate — cinci alegeri în trei ani. Guvernele occidentale au susținut din culise formarea acestei coaliții.
Componența guvernului este anunțată pe 2 iunie, după care guvernul este învestit (cu 134 de voturi favorabile) și înscăunat pe 6 iunie. Dacă Boïko Borissov nu face parte din guvern, el rămâne considerat ca adevăratul om forte al coaliției.
La 5 martie 2024, Denkov își anunță demisia, în cadrul unui acord de rotație cu Maria Gabriel. Pe 18 martie, aceasta este însărcinată cu formarea unui guvern, dar negocierile între partide eșuează. La 9 aprilie, Denkov este înlocuit de Dimităr Glavcev, care formează un guvern de tranziție.